# Drowning Mona
Drowning Mona är en deckar-komedi från 2000 med Danny DeVito som Wyatt Rash, en polischef från Verplanck, New York, som undersöker Mona Dearlys mystiska död.

## Rollista
| Danny DeVito      | – Chief Wyatt Rash           |
| Bette Midler      | – Mona Dearly                |
| Neve Campbell     | – Ellen Rash                 |
| Jamie Lee Curtis  | – Rona Mace                  |
| Casey Affleck     | – Bobby Calzone              |
| William Fichtner  | – Phil Dearly                |
| Marcus Thomas     | – Jeff Dearly                |
| Peter Dobson      | – Lt. Feege Gruber           |
| Kathleen Wilhoite | – Lucinda                    |
| Tracey Walter     | – Clarence                   |
| Will Ferrell      | – Cubby the Funeral Director |
| Paul Ben-Victor   | – Deputy Tony Carlucci       |
| Paul Schulze      | – Deputy Jimmy D.            |
| Mark Pellegrino   | – Murph Calzone              |
| Raymond O'Connor  | – Father Tom Stowick         |